# Raza
Raza je družbeni roman slovenskega pisatelja Ferija Lainščka. Izšel je leta 1986 pri založbi Borec. Zgodba govori o osamljenem vojaku, ki se vrača s fronte prve svetovne vojne. Vojaka zaznamuje izguba spomina in po spletu dogodkov, ki se v tistem obdobju odvijajo v Prekmurju, se znajde v vrtincu napetega političnega dogajanja, ki pripelje do razglasitve Murske republike. Domnevni glavni junak zgodbe je pisateljev stari oče Fedor Lainšček, ki je med prvo svetovno vojno izginil neznano kam. 

## Vsebina
Glavni junak romana je vojak, ki se v Prekmurje vrača z bojišč prve svetovne vojne. Zaradi popolne izgube spomina s časom prevzema različne identitete mnogih, ki so bili pozabljeni ali mrtvi. Ljubezensko pa se zaplete tudi z ženo enega od mož katerega dokumente nosi. Glavni junak išče svojo lastno identiteto, a življenjska pot ga vodi skozi zapore, delo z zastavljalcem, beg pred policijo in organiziranje tihotapljenja iz Avstrije. Ves čas pa se zaplete v razburljivo politično dogajanje, ki se je po prvi svetovni vojni odvijalo v Prekmurju in doseže vrhunec z razglasitvijo Murske republike. 
V romanu so prikazani odnosi med različnimi družbenimi sloji in skupinami. Avtor opisuje prekmurske Žide, ostanke madžarske aristokracije, tihotapce, cigane in obubožano prebivalstvo, ki jih je doletela vojna vihra. 
Zgodba je postavljena v čas tik po prvi svetovni vojni, ko se na prostoru razpadle Avstro-Ogrske izoblikujejo nove države in oblasti. Oblasti se menjajo kot za stavo in veljaki ter vodje se kot po tekočem traku menjajo in pristajajo v zaporih ali izgnanstvu. Prebivalstvo pa je prežeto s strahom pred boljševiki in njihovimi idejami. 
Pripoved se bralca dotakne z zgodbo o človekovi usodi, njegovi nezadostnosti in nepomembnosti. Glavni junak, ki je brez identitete, spomina ter lastnine, se bori za lastno preživetje. Vendar pa ugotovi, da je lažje živeti za druge, idejo, državo ali gospodarja. Prav tako je roman pripoved o pogubni ljubezni.

## Izdaje
- Prva slovenska izdaja pri založbi Borec. Izdana leta 1986. (COBISS)
- Druga izdaja pri založbi DZS. Izdana leta 2004 v zbirki Slovenska zgodba, kot priloga časopisa Dnevnik. (COBISS)